# Oldenlandia laevigata
Oldenlandia laevigata là một loài thực vật có hoa trong họ Thiến thảo. Loài này được (DC.) Kuntze mô tả khoa học đầu tiên năm 1891.